# سیارک ۱۱۰۱۱
سیارک ۱۱۰۱۱ (به انگلیسی: 11011 KIAM، نامگذاری:1981UK11) یازده هزار و یازدهمین سیارک کشف شده‌است که در ۲۲ اکتبر ۱۹۸۱ کشف شد.
قدر مطلق سیارک برابر ۱۷.۰ است.